# Atelopus nicefori
Atelopus nicefori is een kikker uit de familie padden (Bufonidae) en het geslacht klompvoetkikkers (Atelopus). De soort werd voor het eerst wetenschappelijk beschreven door Juan Arturo Rivero in 1963. De soortaanduiding nicefori is een eerbetoon aan Hermano Nicéforo María.
Atelopus nicefori leeft in delen van Zuid-Amerika en komt voor in de landen Colombia en Ecuador. De kikker is bekend van een hoogte van 1800 tot 2670 meter boven zeeniveau. De soort komt in een relatief klein gebied voor en is hierdoor kwetsbaar. Door de internationale natuurbeschermingsorganisatie IUCN wordt de soort beschouwd als 'Kritiek'.
Atelopus nicefori komt voor in bossen, de habitat bestaat uit door bomen overschaduwde wateren.